# Robert Cooling

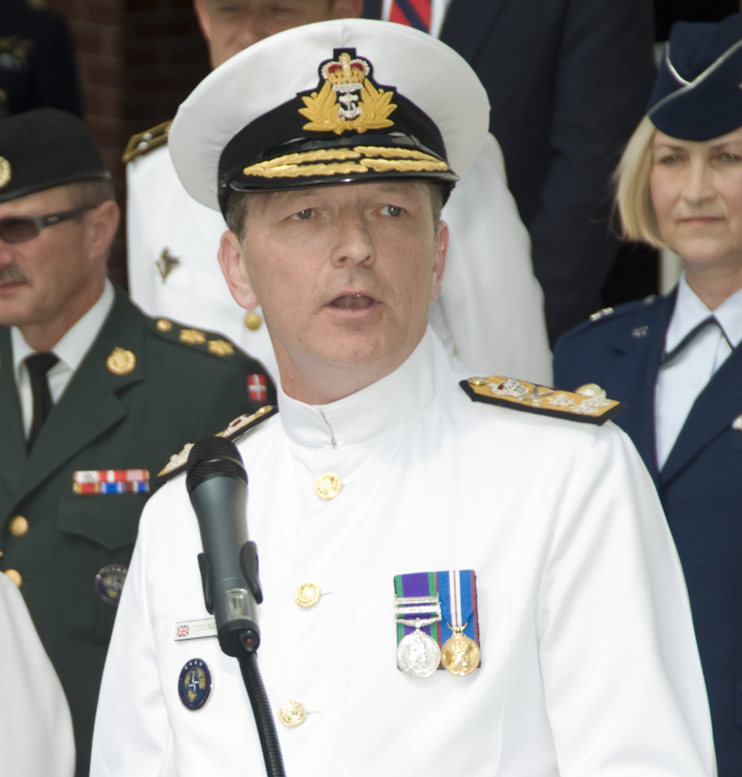
Vizeadmiral Robert Cooling (14. Juli 2009)

Robert George Cooling, CB (* 11. Juli 1957) ist ein ehemaliger britischer Seeoffizier und Vizeadmiral, der unter anderem von 2008 bis 2009 Assistierender Chef des Marinestabes (Assistant Chief of the Naval Staff) sowie zwischen 2009 und 2011 Chef des Stabes des Alliierten Transformationskommandos der NATO (Allied Command Transformation) war.

## Leben

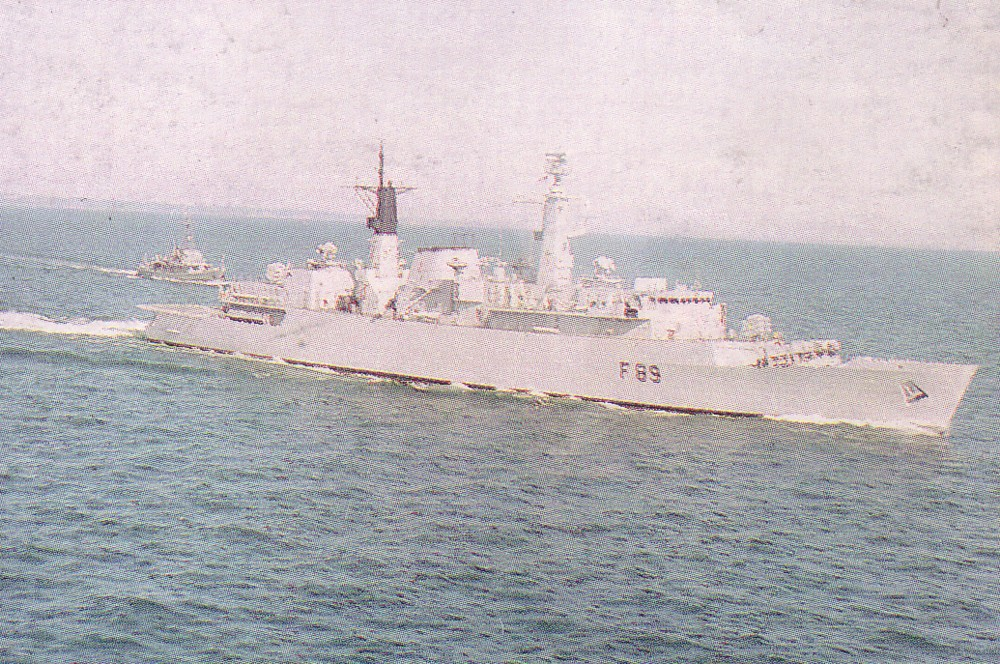
Robert Cooling war Kommandant der zur Broadsword-Klasse gehörenden Fregatte HMS Battleaxe.

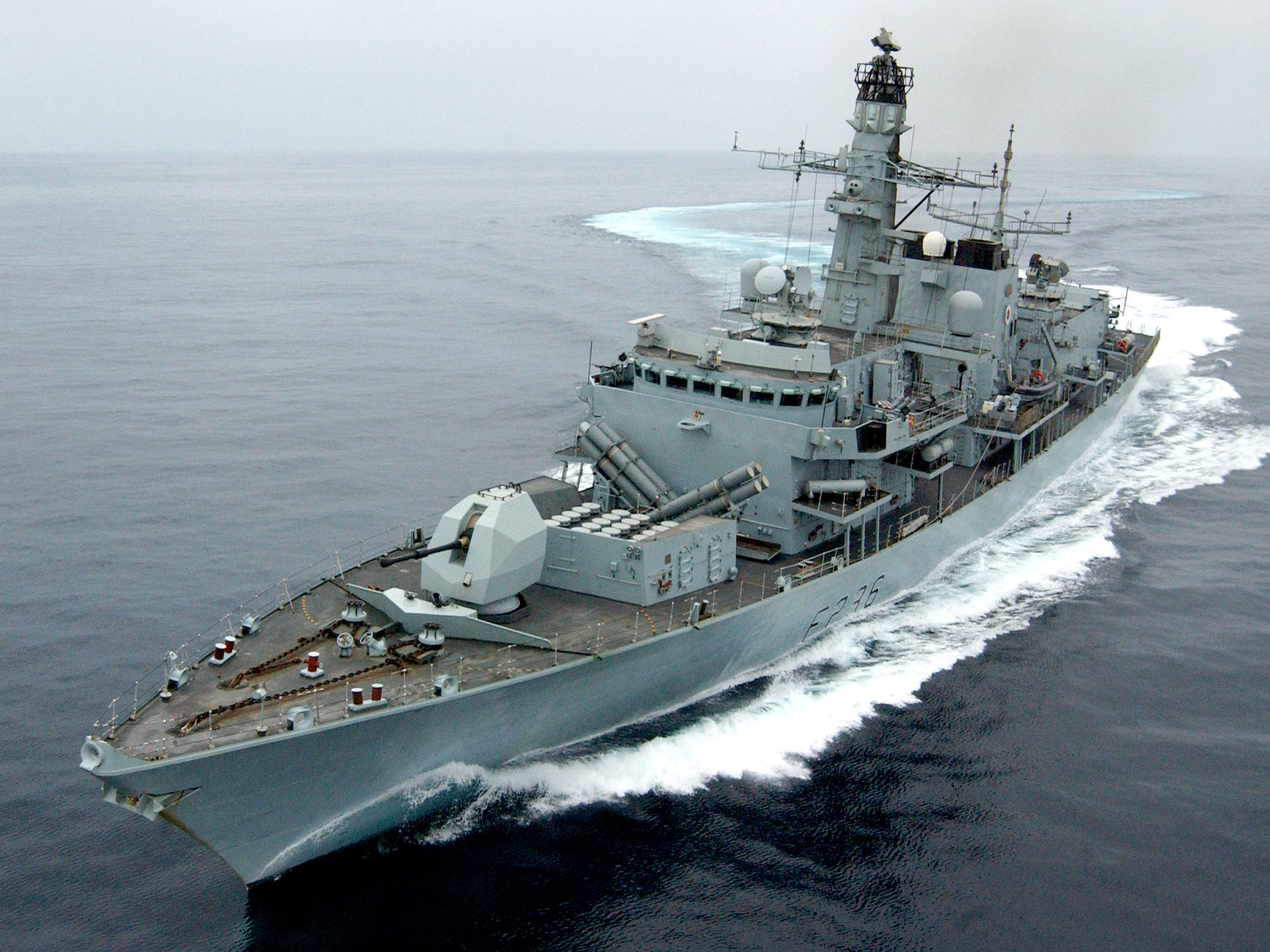
Als Kapitän zur See (Captain) war Cooling von Dezember 1998 bis Juli 2000 Kommandant der zur Duke-Klasse gehörenden Fregatte HMS Montrose.

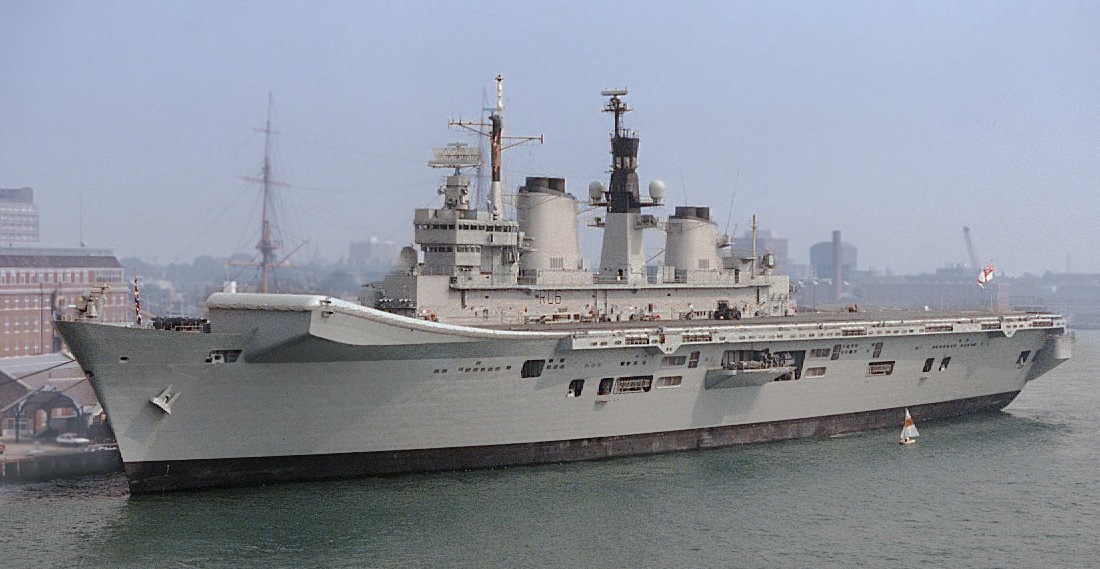
Kapitän zur See Cooling war zwischen September 2004 und Juli 2006 Kommandant des Flugzeugträgers Illustrious.

Robert George Cooling begann nach dem Besuch der Christ Church Cathedral School in Oxford und der renommierten 597 gegründeten The King’s School, Canterbury ein Studium im Fach Internationale Beziehungen an der Keele University, das er 1978 mit einem Bachelor of Arts (BA International Relations) beendete. Daraufhin trat er 1978 in die Royal Navy ein und war nach verschiedenen Verwendungen als Seeoffizier Kommandant (Commanding Officer) des Patrouillenbootes Sandpiper sowie der zur Broadsword-Klasse gehörenden Fregatte Battleaxe. Im Dezember 1998 wurde er als Kapitän zur See (Captain) Kommandeur des 6. Fregattengeschwaders (Commanding, 6th Frigate Squadron) und verblieb auf diesem Posten bis Juli 2000. Zugleich war er in Personalunion von Dezember 1998 bis Juli 2000 auch Kommandant der zur Duke-Klasse gehörenden Fregatte Montrose.
Im August 2002 wechselte Cooling ins Verteidigungsministerium (Ministry of Defence) und war dort als Kommodore (Commodore) bis 2003 Direktor des Marinestabes (Director of the Naval Staff). Im September 2004 übernahm er den Posten als Kommandant des Flugzeugträgers Illustrious und hatte diesen bis Juli 2006 inne. Im August 2008 wurde er als Konteradmiral (Rear-Admiral) stellvertretender Kommandeur der Angriffskräfte für den Bereich Süd (Deputy Commander, Strike Force (South)) und bekleidete diese Funktion bis Januar 2008.
Daraufhin löste er im Februar 2008 Konteradmiral Alan Massey im Amt als Assistierender Chef des Marinestabes (Assistant Chief of the Naval Staff) und übte diese Funktion bis Juni 2009 aus, woraufhin Konteradmiral Philip Jones seine dortige Nachfolge antrat.
Zuletzt wurde Robert Cooling nach seiner Beförderung zum Vizeadmiral (Vice-Admiral) im Juli 2009 Chef des Stabes des Alliierten Transformationskommandos der NATO (Allied Command Transformation) in Norfolk und bekleidete diese Funktion bis zu seinem Ausscheiden aus dem aktiven Militärdienst im November 2011, woraufhin Vizeadmiral Tony Johnstone-Burt ihn ablöste. Für seine Verdienste wurde er 2011 Companion des Order of the Bath (CB).
Nach seinem Eintritt in den Ruhestand wurde Cooling, der auch Fellow des Chartered Management Institute (FCMI) ist, im März 2012 Mitglied des Strategie- und Integrationsbeirates von Quindell Portfolio plc. Ferner war er als Unternehmensberater und Mentor tätig.